# ناحیه چستونیا، میشیگان
ناحیه چستونیا (به انگلیسی: Chestonia Township) یک منطقهٔ مسکونی در ایالات متحده آمریکا است که در شهرستان انتریم، میشیگان واقع شده‌است.
 ناحیه چستونیا ۹۲٫۰ کیلومتر مربع مساحت و ۵۱۱ نفر جمعیت دارد و ۳۰۶ متر بالاتر از سطح دریا واقع شده‌است.